# باد غيال
ألبا فاريلو إي سولي ( فيلاسار دي مار ، برشلونة ، 7 مارس 1997) ، المعروفة باسمها المسرحي باد غيال ، هي مغنية وكاتبة أغاني وممثلة إسبانية. تم تصنيف موسيقتها على أنها مزيج من الأنواع ، مثل ريغيتون ودانسهول وتراب. 
هي الأكبر بين 5 أطفال: باولا وبرونو والتوأم إيرما وغريتا. بدأت حياتها المهنية في عام 2016 من خلال إطلاق نسخة كاتالونية من أغنية ريهانا " Work " بعنوان "Bye". ارتفعت شعبية المغنية على الرغم من عدم حصولها على دعم من أي شركة تسجيل. تم تسجيل أغاني مثل "Fiebre" و "Indapanden" و "No Pierdo Nada" أو "Leiriss" في استوديوهات مؤقتة في منازل الأصدقاء.